# Ricardo Guzmán Nava
Ricardo Guzmán Nava (Colima, 1 de febrero de 1918 - Colima, 22 de septiembre de 2015) fue maestro, político y escritor mexicano. Comenzó siendo profesor de educación primaria aunque luego se adhirió al Partido Revolucionario Institucional, donde logró una larga carrera como político en la que llegó a desempeñar diferentes cargos públicos como el de presidente municipal de Colima en 1955 y Secretario de Educación Pública del Estado de Colima. Fue diputado local al Congreso de Colima para la XXXVI Legislatura (1951 - 1953). Fue diputado federal y el cuarto rector de la Universidad de Colima. Fue presidente del PRI en el estado de Colima. 

## Obras
- La ciudad de las palmeras: En su historia, cultura y progreso (1996)
- Colima en la Historia de México (1973)
- El triunfo de la República en Querétaro (1972)
- Colima y sus Recursos (1967)
- Geografia del estado de Colima (1954)
- La independencia de México Drama histórico para teatro popular de masas en escenario natural. (1953).
- Geografía de Colima Obra premiada en el concurso nacional para la Redacción de Libros de Texto convocado por el periódico El Nacional, la SEP y los gobiernos estatales. (1954).
- Colima, realizaciones de la revolución Estudio agrario, México. (1964).
- Colima y sus recursos Amplio análisis económico y social del estado. (1967).
- Perspectivas económicas y sociales de Colima. Análisis de la problemática del estado PRI (1969).
- Por la ruta de Juárez Edición del CEN del Pro. México. (1969).
- Historia de Colima Relato para niños. Editorial Oasis, México. (1971).
- Geografía de Colima para alumnos de escuelas primarias Editorial EDDISA. (1971).
- El triunfo de la república en Querétaro y Julio García, valiente general republicano Edición del ISSSTE con motivo del año de Juárez. México. (1972).
- Colima en la historia de México Tomo III, La Colonia. Editorial EDDISA, México (1973).
- Monografía del municipio de Colima Enciclopedia de México. (1977).
- Geografía de Colima, para alumnos de escuelas primarias. Editorial EDDISA. México. (1984).
- Historia de Colima para alumnos de escuelas primarias. Editorial EDDISA. México. (1984).
- Colima: semblanza de una provincia Edición del Gobierno del Estado de Colima. Presentación del Lic. Miguel de la Madrid Hurtado. (1986).
- Crónicas y lecturas colimenses Impre-Jal., S.A. (1988).
- Resumen integral de la historia de Colima Editorial Porrùa. México (1988).
- Monografía del municipio de Colima Edición del H. Ayuntamiento Constitucional de Colima. (1993).
- Personajes pintorescos de Colima Edición del H. Ayuntamiento Constitucional de Colima. Metropolitana de Ediciones, S.A. de CV. México. (1993).
- Geografía de Colima, para alumnos de primaria. Editorial IDEAR. Colima. (1994).
- Charlas de Colima, siglos XVI-XX. 1997, con sus trabajos:
- Conquistadores y fundadores de Colima. Tomo 1. Cap. 1. Las casas en que habitó en Colima el Padre Hidalgo. Tomo 1. Capítulo XI.
- Don Ramón R. de la Vega. Tomo n. Capítulo III. .
- El Teatro Hidalgo Colección dicenqueyonosé. Secretaria de Cultura / ACPE. Colima (2002).
- Colima de mis amores, provinciana, evocadora y romántica Secretaría de Cultura / Universidad de Colima (2004).

| Predecesor: Benjamín Fuentes González | Rector de la Universidad de Colima 1950 - 1955 | Sucesor: Juan Hernández Espinosa |
| Predecesor: Rodolfo Chávez Carrillo   | Presidente Municipal de Colima, Colima 1955    | Sucesor: José Roberto Levy       |